# Miro (cantante 1976)
Miro (in bulgaro Миро?), pseudonimo di Miroslav Dimov Kostadinov (in bulgaro Мирослав Димов Костадинов?; Dobrič, 10 marzo 1976), è un cantante bulgaro.
Ha partecipato all'Eurovision Song Contest 2010 come rappresentante della Bulgaria presentando il brano Angel si ti.

## Discografia

### Album in studio
- 2008 – Omirotvoren
- 2021 – Mirogled

### Raccolte
- 2023 – 46